# Orinocogås
Orinocogås (latin: Neochen jubata) er en andefugl, der lever ved Orinoco og i Amazonregnskoven.